# Paw Paw Lake
Paw Paw Lake – jednostka osadnicza w Stanach Zjednoczonych, w stanie Michigan, w hrabstwie Berrien.